# Норт-Форт-Маєрс (Флорида)
Норт-Форт-Маєрс (англ. North Fort Myers) — переписна місцевість (CDP) в США, в окрузі Лі штату Флорида. Населення — 42 719 осіб (2020).

## Географія
Норт-Форт-Маєрс розташований за координатами 26°43′29″ пн. ш. 81°50′56″ зх. д. / 26.72472° пн. ш. 81.84889° зх. д. (26.724757, -81.849018).  За даними Бюро перепису населення США в 2010 році переписна місцевість мала площу 137,83 км², з яких 128,15 км² — суходіл та 9,69 км² — водойми.

## Демографія
Згідно з переписом 2010 року, у переписній місцевості мешкало 39 407 осіб у 19 821 домогосподарстві у складі 11 727 родин. Густота населення становила 286 осіб/км².  Було 27108 помешкань (197/км²).
Расовий склад населення:
| - 94,7 % — білих - 1,5 % — чорних або афроамериканців - 0,6 % — азіатів - 0,4 % — корінних американців - 0,1 % — вихідців з тихоокеанських островів - 1,6 % — осіб інших рас |

До двох чи більше рас належало 1,1 %. Частка іспаномовних становила 6,2 % від усіх жителів.
За віковим діапазоном населення розподілялося таким чином: 10,8 % — особи молодші 18 років, 45,8 % — особи у віці 18—64 років, 43,4 % — особи у віці 65 років та старші. Медіана віку мешканця становила 61,8 року. На 100 осіб жіночої статі у переписній місцевості припадало 93,4 чоловіків;  на 100 жінок у віці від 18 років та старших — 91,6 чоловіків також старших 18 років.
Середній дохід на одне домашнє господарство  становив 51 603 долари США (медіана — 38 617), а середній дохід на одну сім'ю — 63 323 долари (медіана — 51 307). Медіана доходів становила 39 887 доларів для чоловіків та 32 767 доларів для жінок. За межею бідності перебувало 13,3 % осіб, у тому числі 22,8 % дітей у віці до 18 років та 7,1 % осіб у віці 65 років та старших.
Цивільне працевлаштоване населення становило 12 000 осіб. Основні галузі зайнятості: освіта, охорона здоров'я та соціальна допомога — 21,5 %, роздрібна торгівля — 20,7 %, науковці, спеціалісти, менеджери — 13,2 %, будівництво — 9,9 %.